# Измеряя мир (фильм)
«Измеряя мир» (нем. Die Vermessung der Welt) — немецкий историко-биографический фильм 2012 года, посвящённый жизни двух учёных — математика Карла Фридриха Гаусса и энциклопедиста-путешественника Александра фон Гумбольдта. Фильм снят по одноимённому роману Даниэля Кельмана 2005 года.

## Сюжет
Фильм рассказывает о жизни гениального математика Карла Фридриха Гаусса и натуралиста Александра фон Гумбольдта, каждый из которых по-своему помогает человечеству в развитии познания. В то время как Гумбольдт путешествует по миру и исследует ландшафт, флору и фауну, Гаусс приходит к выдающимся математическим заключениям.

## В главных ролях
- Флориан Давид Фиц — Карл Фридрих Гаусс
  - Леннарт Хансель — Карл Фридрих Гаусс (в детстве)
- Альбрехт Шух — Александр фон Гумбольдт
  - Аарон Денкель — Александр фон Гумбольдт (в детстве)
- Жереми Капон — Эме Бонплан
- Катарина Тальбах — Доротея Гаусс
- Михаэль Мертенс — Карл Вильгельм Фердинанд Брауншвейгский
- Давид Кросс — Ойген Гаусс, сын К. Ф. Гаусса
- Карл Марковиц  сын ягауса— учитель Юрген Г. Бюттнер
- Петер Матич — Иммануил Кант

## Производство
Съёмки проходили в Германии (в Гёрлице и Хоппенраде района Пригниц), Австрии и Эквадоре. Премьера фильма в немецких кинотеатрах состоялась 25 октября 2012 года и за первую неделю собрала 189740 зрителей. До конца года фильм занял 10 место среди всех популярных немецкоязычных фильмов и 54 место среди всех выпущенных немецких продукций 2012 года.
Фильм встретил в основном положительную критику.

## Награды
- 2013 — Австрийская премия за лучшие костюмы Томасу Олаху, Михаэле Опл и Монике Фишер-Форауэр за лучший макияж.
- 2013 — Награда Romy Саню Меллес и Флориану Давиду Фитцу в номинации «Лучший актёр».
- 2013 — номинация Альбрехта Шуха как «Лучшего молодого актёра» в New Faces Award.
- 2013 — номинация на Deutscher Filmpreis Томаса Олаха (лучшие костюмы), Удо Крамера (лучшие декорации) и Приз зрительских симпатий (лучший фильм).